# Idioptera pulchella
Idioptera pulchella là một loài ruồi trong họ Limoniidae. Chúng phân bố ở miền Cổ bắc.